# Aluminiumlegering
En aluminiumlegering är en legering som till största del består av aluminium. Vanliga legeringsämnen är kisel, koppar, järn, magnesium, mangan, zink och tenn. Det finns två huvudsakliga kategorier av legeringar, nämligen gjutgodslegeringar och legeringar för plastisk bearbetning såsom strängpressning (även kallat extrudering).